# Siete Suyos
Siete Suyos ist eine Ortschaft im Departamento Potosí im Südteil des südamerikanischen Anden-Staat Bolivien.

## Lage im Nahraum
Siete Suyos ist die zweitgrößte Ortschaft des Kanton Chocaya im Municipio Atocha in der Provinz Sur Chichas. Die Minensiedlung liegt in einer Höhe von 3993 m südwestlich von Atocha am rechten Ufer des sporadisch fließenden Río Chocaya, der sechs Kilometer unterhalb der Ortschaft in den Río Atocha mündet. Nächstgelegene Ortschaften sind die drei Kilometer weiter talaufwärts im Südwesten gelegene Minensiedlung Ánimas und die Siedlung Chocaya am oberen Ende des Chocaya-Tales. Die Bergrücken um Siete Suyos erreichen Höhen von bis zu knapp 4400 m.

## Geographie
Siete Suyos liegt auf dem bolivianischen Altiplano in den nördlichen Ausläufern der Anden-Gebirgskette der Cordillera de Lípez. Das Klima der Region ist arid und weist ein deutliches Tageszeitenklima auf, bei dem die mittleren täglichen Temperaturschwankungen stärker ausfallen als die Temperaturschwankungen im Jahresverlauf.
Die mittlere Jahrestemperatur der Region liegt mit etwa 9 °C aufgrund der Höhenlage um etwa 2 °C niedriger als in Atocha (vergleiche Klimadiagramm Atocha), mit einem Monatsdurchschnittswert von 4 °C im Juni/Juli und 11 °C von November bis März. Der Jahresniederschlag beträgt niedrige 200 mm, wobei die Monate April bis Oktober nahezu niederschlagsfrei sind. Nur von November bis März fallen nennenswerte Niederschläge, mit einem Maximum von etwa 50 mm Monatsniederschlag im Januar.

## Verkehrsnetz
Siete Suyos liegt in einer Entfernung von 302 Straßenkilometern südwestlich von Potosí, der Hauptstadt des Departamentos.
Von Potosí aus führt die Nationalstraße Ruta 5 in südwestlicher Richtung 208 Kilometer bis nach Uyuni am Salzsee Salar de Uyuni. Die Stadt Uyuni ist über die 197 Kilometer lange Ruta 21 mit der Stadt Tupiza verbunden, die etwa auf halber Strecke durch Atocha führt. Von Uyuni kommend zweigt an der Mündung des Río Chocaya acht Kilometer vor Atocha eine unbefestigte Landstraße in südwestlicher Richtung ab, die über Siete Suyos weiter nach Ánimas und Chocaya führt.

## Bevölkerung
Die Einwohnerzahl von Siete Suyos ist in den vergangenen beiden Jahrzehnten auf mehr als das Doppelte angestiegen:
| Jahr | Einwohner | Quelle       |
| ---- | --------- | ------------ |
| 1992 | 587       | Volkszählung |
| 2001 | 1117      | Volkszählung |
| 2012 | 1223      | Volkszählung |
| 2024 |           | Volkszählung |

Aufgrund der historischen Bevölkerungsverteilung gehört ein großer Anteil der regionalen Bevölkerung zur Volksgruppe der Quechua, bei der letzten Volkszählung im Jahr 2001 sprachen 70 Prozent der Bevölkerung im Municipio Atocha Quechua.